# にじいろカルテ
『にじいろカルテ』は、テレビ朝日系「木曜ドラマ」枠で2021年1月21日から3月18日まで放送されたテレビドラマ。主演はテレビ朝日系ドラマ初主演となる高畑充希。
NHK連続テレビ小説『ひよっこ』『ちゅらさん』などで知られる脚本家・岡田惠和が初めて手掛ける医療ドラマ。「病とともに生きる」をテーマとしたヒューマンドラマ。高畑は本作で初の医師役を演じる。

## あらすじ
虹の村診療所で働くことになった紅野真空がさまざまな人との交流を経て、自らの病とも戦っていく。

## キャスト

### 主要人物
紅野真空（くれの まそら）〈27〉
演 - 高畑充希（幼少期：宮地美然）
本作の主人公。内科医。東京の大病院「叡智東病院」で救急救命に携わっていたが、多発性筋炎を患っていることを知る。病を抱えながらも医師として仕事を続けたいと考え、偶然知った虹ノ村の診療所の医師募集に採用され、住み込みで働くことを決意する。
多発性筋炎の進行具合の診察のため、月に1度東京の病院に戻らなければならず 、真空につらいことがあると直ぐ自分のせいと捉えてしまう母・一海を心配させまいと伝えられずにいたが、母の誕生日を祝う手紙でようやく病状を告白する。
「…のくせに」と言われるのが嫌い。料理のセンスが壊滅的にないため、役割分担から外れており、家事全般について浅黄から「ムラがある」と指摘されている。
感情を表現するのがヘタで、嬉しさを隠そうとするあまり、怒ったような表情になってしまう。周囲を心配させまいと小さな嘘をついてしまう傾向があり、蒼山らから説教された。
多発性筋炎の症状が出てしまい体調を崩すが心配した村民たちが夜に診療所の前に集まり、童謡「にじ」を合唱して励まされたことで感動して涙する。
「くせにポイント」が50ポイント貯まった朔にペナルティーで海鮮食材を購入させ、豪華な海鮮料理をごちそうになるが、食事中に筋炎の発作を起こしたため山ノ医大に救急搬送されることとなり、搬送中の救急車の中で朔から「診療所で働くのは諦めろ」と医大から言われるかもしれないが、「絶対 帰ってこい」と励まされ、蒼山からも「医者でも患者でもどっちでもいいよ」「真空さんが必要なんだよ」と診療所に戻ってくるように懇願され、2人から頬にキスをされて送り出される。その後しばらく療養し症状が落ち着いたことから虹ノ村に帰還し、朔と太陽のサポートを受けながら診療所で医師としての活動を再開する。
蒼山太陽（あおやま たいよう）〈25〉
演 - 北村匠海（幼少期：高杉侑希、中学時代：田中温人、高校時代：長野凌大）
虹ノ村診療所の看護師。優秀で気配りができ、よく細かいことに気が付くが、真面目すぎる傾向があり、損な役回りが多い。短気で直ぐにキレる。浅黄に手厳しく接しており、真空のツッコミ役も務める。
真空の発言を発端に「…のくせに」と発言するごとにポイントが貯まって10ポイントでペナルティーの課せられる「くせにポイント表」を作成する。その後、朔が「くせにポイント」を50ポイント貯めたてペナルティーを課せられたことから、新たに「人としていかがなものか!?ポイント表」を作成する。
お尻を虫に刺されたことを恥ずかしさから隠していたが、雨尾が治療薬を配達した際にバラされてしまい、真空たちが知ることとなる。
真空が小さな嘘を重ねたことに「仲間に嘘をつくな」と説教する際、つい「普通にかわいい」と感じていたことも明かしてしまう。
自分には特別なものが何もなく「普通」であることをつまらないと思い悩んでおり、取材されたロケ番組「ぽつんと診療所」の視聴会でシャンパンに酔って悩みを吐露し、酔いつぶれてしまう。蒼山を励ますために特別な役割を与えようと嵐や氷月、雪乃たちは村内放送「虹色放送局」のDJをオファーし、浅黄から「人は屈折することはあるが、お前は曲がり過ぎ」「自分で戻せ」「お前なら出来る」と助言されたこともあり、DJの仕事を引き受ける。初めてDJをした村内放送で学生の頃に制作した「俺以外」という曲をかけるが、その曲は「俺以外、みんな死ね!」と絶叫するデスメタルで一部の村民は共感したが、大半の村民たちを唖然とさせた。
子供の頃から3人組で仲がいいと思っていたグループで実は1人だけ仲間外れだったというパターンを何度も経験しており、真空と朔が恋愛関係にあり、また1人仲間外れにされたと勘違いしてこれからも3人でいさせて欲しいとお願いしたため、真空からこの3人はそんなレベルの低い関係かと怒られ、蒼山が何と言おうが最強の3人なので絶対離さないと言われ、真空の気持ちを知ることになる。
浅黄朔（あさぎ さく）〈42〉
演 - 井浦新
虹ノ村診療所の外科医。ツナギ姿にサングラスという医者らしからぬ格好で「本業は農家、副業が外科医」と豪語する。通称「朔先生」。
テンションが独特で自分でも「普通」が分からなくなりつつある。デリカシーがない発言をすることが多く、口が悪いために誤解されやすい。
無自覚のうちにハラスメントを働く傾向があるため、「くせにポイント表」に直ぐポイントが足され、耐えられずにポイント表をゴミ箱に捨て、蒼山に注意されていたが、最終的に50ポイント貯まったことから真空と蒼山の言うことをペナルティーとして聞かなければならなくなり、2人の要望で大量の海鮮食材を購入させられ、豪華な海鮮料理を振る舞うことになる。その後、次のステージとして蒼山が新たに「人としていかがなものか!?ポイント表」を作成し、1人だけ7ポイントがつけられていた。
最もらしいことやカッコをつける発言をするため、蒼山と気が合わないことが多いが、それなりに上手くやっている。また、蒼山が真空に「普通にかわいい」と発言して以降、イジることが多い。
1人で抱えすぎる真空に対しては「きちんと怒られろ」と怒った。
かつて大学附属の総合病院で救急救命に従事しており、ショッピングモールで発生した爆破事件に巻き込まれて負傷した妻・沙織を診断するが「自分は大丈夫なので他の負傷者の診断を優先するように」と言われ、トリアージの診断が十分でなく、重傷を負った爆破事件の犯人を治療している間、容体が急変し妻を失った過去がある。野菜作りに情熱を注いでいた妻の意志を受け継ぐため、畑仕事のできる耕作地を十分確保できる虹ノ村診療所に赴任した。村のキャンプ場で発生した落石事故の救急救命以降、いつもと様子が違うことを察した真空と蒼山が心配していたことから、妻が事故死した出来事を告白し、「可哀想な人」という目で見られるのは嫌なので気遣いは不要と告げる。

### 虹ノ村の村民

#### 橙田家
橙田雪乃（とうだ ゆきの）
演 - 安達祐実（幼少期：前野里奈）
虹ノ村唯一の食堂「にじいろ商店」の看板娘。1982年4月7日生まれ。旧姓は白石。認知症を患っており、何か月かに一度、自分自身を誰か思い出せなくなり、夫のことも忘れてパニックになってしまうので、幼馴染の氷月と嵐からその度に自分がどのような人間であったかを教えられている。そのため、自身の記憶に自覚がないので「…らしい」が口癖。
大工だった父・白石大輔と初代ミス虹ノ村の母との間に生まれたひとり娘で、両親は7年前に亡くなっている。
橙田晴信（とうだ はるのぶ）
演 - 眞島秀和
「にじいろ商店」主人。雪乃の夫。
認知症で雪乃に忘れられるたびに何度もプロポーズをし、雪乃が好きすぎるあまり、彼女の笑顔の写真ばかり収めている。また、雪乃の症状もノートに書き残している。
雪乃曰く「あまり顔はタイプじゃないみたい」「でも、いい人」。
ときどき周囲から存在を忘れられており、「普通」であることに悩んでいる蒼山に共感していた。

#### 霧ヶ谷家
霧ヶ谷桂（きりがや けい）
演 - 光石研
虹ノ村役場の職員。真空や朔たちを虹ノ村診療所の医療従事者に募集した。
氷月との間に子どもはいないが、関係は良好でノロけてしまう。
朔が診療所の医療従事者に応募する切っ掛けとなった妻との死別に関する出来事を知っている。
12歳の頃に「いつか必ず会いに来るから」と言い残し、母が家を捨てて東京に逃げたため、母を奪った東京が嫌い。
霧ヶ谷氷月（きりがや ひづき）
演 - 西田尚美（幼少期：中野光貴）
桂の妻。子供好きで放課後などに村の子どもらの面倒をよく見ている。
雪乃や嵐と幼馴染だが学年が違うので、年齢の話題に敏感。
桂との生活に不満はないが、児童虐待のニュースを聞くたびに「違う人生があったのではないか」と考えてしまう。「頑張ってもどうにもならないこともある」「嫌なこととも付き合っていくしかない」との考えに至っている。
嵐と日出夫がともに発熱でダウンした際には日向を預かり、桂と我が子のように可愛がって楽しい時間を過ごす。嵐らが回復し日向を返すときに「子供を取り上げる形になり寂しい思いをさせる」と嵐から心配されるが「大丈夫」だと伝えている。

#### 緑川家
緑川嵐（みどりかわ あらし）
演 - 水野美紀（幼少期：森山のえる）
虹ノ村役場の職員。シングルマザー。明るい人柄で急に関西弁を使い出す。目まぐるしくボケとツッコミを担当し、様々なことに寛容。面倒見が良く、真空もすぐに受け入れる。
愛娘・日向と義父である日出夫との3人暮らし。また、1人暮らしの次郎の世話もしている。
日向が生まれ幸せを感じているある日、夫が置き手紙1枚で出ていったことを思い返すと「自分だけが幸せだと思っていたのだ」と涙が出てしまう。
緑川日向（みどりかわ ひなた）
演 - 中野翠咲
嵐の娘。母と祖父がともに発熱でダウンした際には、電話のかけ方は分からないが、スマホで動画を撮影する方法は理解しているので、一人で虹ノ村診療所に赴き、スマホで撮影した動画を真空たちに見せ、母と祖父の急病を伝え二人の窮地を救う。
「真空先生のようになる」と言ったため、周りの大人たちは医者になることと思ったが、真空のように朔と蒼山の2人の男性を従えるような女性になりたいという意味だった。
緑川日出夫（みどりかわ ひでお）
演 - 泉谷しげる
嵐の義父。日向の祖父。村の老人3人組「じじーず」のリーダー。口調は荒いが人情深く、1人暮らしの次郎に同居するよう誘っている。
逃げた夫の父である自分と同居し面倒を見てくれる嵐に心から感謝しており、普段その気持ちを口にすることはないが、嵐と二人で発熱でダウンした時に感謝の気持ちを伝えている。

#### その他の村民
白倉博（しらくら ひろし）
演 - モト冬樹
「じじーず」のひとり。大の酒好き。村の由緒ある洞穴を守る一族の末裔。
真空が診療所に着任する日、彼女の歓迎会に向かう道すがら酔っぱらって谷に転落し頭を打撲して気を失い、大雨に濡れ低体温症となって重篤な状態となるが、診療所の医療従事者と村人の尽力で一命を取り留める。
筑紫次郎（つくし じろう）〈70〉
演 - 半海一晃
「じじーず」のひとり。大の女好き。1人暮らしで嵐たちが世話を焼いている。
体調が悪かったため診療所を受診し、真空には風邪だと診断されたが誤診で、糖尿病による無痛性の心筋梗塞を引き起こしたために設備の整った病院に救急搬送され、カテーテル手術を受けることになった。大事には至らず、「俺のハートをもてあそびやがって…惚れちまうだろ」と真空の誤診は意に介していない。
「にじいろ商店」で開かれた真空が東京での診察から村に戻って来たのを祝う食事会を、自分の退院祝いと勘違いして喜んでいる。
桃井佐和子（ももい さわこ）
演 - 水野久美
元小学校教師のおばあちゃん。通称「佐和子先生」。真空の往診を楽しみに待っている。最近スマホを購入したがメールや留守番電話が苦手で何かと真空に電話をかけてくる「もしもしおばあちゃん」。浅黄から一目置かれる畑作りの名人で料理も得意。
年齢を重ねることに不安を抱いており、ときどき元気をなくしてしまう。
青木久志（あおき ひさし）
演 - 山崎新太
小学生。風呂でのぼせて気を失い、ちょうど村が停電だったため発見が遅れて熱中症となる。
真空と村人たちの救急措置で事なきを得るが、後日経過確認で診療所を受診した際に治療時に真空に全裸を見られたことから「結婚してくれ」と言い出す。
青木敏子（あおき としこ）
演 - 川越たまき
久志の祖母。

### 虹ノ村の関係者
雨尾結城（あまお ゆうき）
演 - 池田良
「まじょりか宅配便」の配送スタッフ。通称「まじょたく君」。金髪にピアスの出で立ち。
谷に転落し気を失っていた白倉を偶然目撃、診療所に救急救命の要請を連絡する活躍をした。
木の上から降りられなくなった黒猫を助けた際に右足を開放骨折してしまい診療所で緊急手術を受け、その後は松葉づえをつきながら虹ノ村へ荷物を背中に背負って配達している。
バスおじさん
演 - 神戸浩（第1話・第3話・最終話）
虹ノ村に向かう「宝来台 ⇔ 虹ノ折返所」の路線バスの添乗員。

### ゲスト
第1話
紅野一海（くれの ひとみ）
演 - 長野里美（第4話、第6話）
真空の母。シングルマザーとして真空を育てた。都内のラーメン店「虎テツ」で働いている。
真空が誕生日を祝う手紙に多発性筋炎を患っていることが書かれていたが、同封されていた浅黄や蒼山たち診療所の同僚たちと一緒に映っている写真を見て、｢今がとても幸せなのは写真でわかる｣とメールで返信する。
平太（へいた）
演 - 山崎潤（第4話）
都内のラーメン店「虎テツ」の店主。
高村弘光（たかむら ひろみつ）
演 - 中脇樹人
真空の叡智東病院時代の上司。真空の病気を知ると休職するように迫る。

第2話
犬塚（いぬづか）のおばあちゃん
演 - 小貫加恵
虹ノ村診療所の患者。真空を若いのに立派だと褒める。
山吹（やまぶき）のおばあちゃん
演 - 谷田川さほ
虹ノ村の村民。

第4話
浅黄沙織（あさぎ さおり）〈30歳没〉
演 - 佐々木希（第5話）
朔の亡くなった妻。生前は野菜作りに情熱を注いでいた。
ショッピングモールで発生した爆破事件に巻き込まれ負傷し、救急救命でトリアージに駆け付けた朔から診断を受けるが、自分は大丈夫なので他の負傷者の診断を優先するように告げた後、容体が急変して急死した。
時折、畑仕事をしている朔の近くに幻影として現れ、彼に語り掛ける。
救急医
演 - 豊田豪
急死してしまった妻の沙織を蘇生しようと必死に心臓マッサージをする朔を制止しようとする。

第5話
エリカ
演 - 森高愛
ロケ番組｢ぽつんと診療所｣のリポーター。虹ノ村診療所を取材する。
近藤（こんどう）
演 - 荒川大三朗
ロケ番組｢ぽつんと診療所｣のカメラマン。ロケ中にほつれたフェンスの針金で右足に切傷を負い、それに気づいた蒼山が破傷風となるといけないからと予防注射の治療を受ける。帰宅後、かかりつけの医者に治療を受けた話をすると医者から感謝しないといけないと言われたため、お礼に蒼山へシャンパンを送る。
西川誠（にしかわ まこと）
演 - 脇知弘（第6話・最終話）
虹ノ村役場の職員。村の火の見櫓から垂れ幕を設置する際に誤って転落し左肩を脱臼したので、診療所で治療される。後日、脚立から転落して今度は右肩を脱臼している。

第6話
医師
演 - 今藤洋子
真空が幼い頃、危篤状態の真空の父の救命措置に当たった女医。真空の父を救えなかったことを謝罪するが、彼女が懸命に治療にあたった姿が幼い真空が医師になることを志す切っ掛けになる。

第7話
山下（やました）のおばあちゃん
演 - 吉田幸矢

第8話
「安田たけし」と 間違われた男
演 - 松原正隆
虹ノ村の自動販売機横のベンチで亡くなった男性。40年近く前、小学生の頃に親の仕事の都合で東京から虹ノ村の霧ヶ谷桂の家の近所に引っ越してきた「安田たけし」が桂に会いに来たのではないかという話になるが、結局は別人で、隣村の水ノ村に家族で帰省し、散歩に出て道に迷い虹ノ村で客死した男性であったことが判明する。

最終話
藤田浩二（ふじた こうじ）
演 - 柄本時生
｢村を仕事場にプロジェクト｣で虹ノ村に移住してきた非常に口数の少ない住人。ジャンクフードの食べ過ぎで痛風を患い診療所で治療を受ける。
世界的に有名な電動車いすメーカーの社長で、真空が痛風の治療をし朝食をごちそうしてくれたことから、筋炎で発作を起こして、移動の際に余分な体力を使いたくない真空に電動車いすをプレゼントしている。

## スタッフ
- 脚本 - 岡田惠和
- 演出 - 深川栄洋
- 音楽 - ワンミュージック
- 主題歌 - 藤井風 「旅路」（HEHN RECORDS / UNIVERSAL SIGMA）[15]
- 医療監修 - 中澤暁雄
- 医療指導 - 植野永子
- 脚本協力 - 本田隆朗
- ゼネラルプロデューサー - 三輪祐見子（テレビ朝日）
- プロデューサー -貴島彩理（テレビ朝日）、松野千鶴子（アズバーズ）、岡美鶴（アズバーズ）
- 制作 - テレビ朝日 、アズバーズ

## 放送日程
| 放送回                                                                       | 放送日  | サブタイトル                                             | ラテ欄                                                                  | 視聴率 |
| ---------------------------------------------------------------------------- | ------- | -------------------------------------------------------- | ----------------------------------------------------------------------- | ------ |
| 第1話                                                                        | 1月21日 | 医者だって人間じゃん? -いま戦うすべての人へエールを。    | 私嘘をついてました 秘密を抱えた女医現る 山奥の村で命を救え!! 奇跡のオペ | 12.1%  |
| 第2話                                                                        | 1月28日 | まさかの診断ミス!? -仲間を想う心はすれ違う、新たな試練   | 患者の嘘を見抜け!! 診断ミスで緊急搬送!? 新たな試練                      | 10.7%  |
| 第3話                                                                        | 2月04日 | 私は誰なんですか? -僕を忘れた愛する妻へ、涙のプロポーズ  | 私は誰なんでしょう 僕を忘れた妻へ… 涙のプロポーズ                       | 10.8%  |
| 第4話                                                                        | 2月11日 | 救うべきは妻か、殺人犯か? -ついに明かされる外科医の過去  | 崩落事故が発生…!? 救うべきは妻か犯人か 試される絆                       | 11.0%  |
| 第5話                                                                        | 2月18日 | 俺以外みんな死ね!? -ぱっつん看護師、涙の絶叫告白         | 俺以外みんな死ね!? 看護師、涙の絶叫告白 隠した本音                      | 10.0%  |
| 第6話                                                                        | 2月25日 | 拝啓お母さんへ… いま伝えたいことがある -届かぬ手紙の行方 | 母親に隠した秘密… 今伝えたいことがある 娘の正体!?                       | 10.7%  |
| 第7話                                                                        | 3月04日 | あした僕を忘れる妻へ -君に贈る“奇蹟の結婚式”             | 明日僕を忘れる妻へ タイムリミットは10日 涙の結婚式                      | 10.6%  |
| 第8話                                                                        | 3月11日 | 三角関係で嫉妬爆発!? -謎の男、現る… アザに隠された正体   | 身元不明の男の正体 三角関係で嫉妬爆発!? 号泣告白!!                      | 10.4%  |
| 最終話                                                                       | 3月18日 | さよなら真空先生 -ありがとうずっと大好き。               | さよなら真空先生… 仲間で挑む最後のオペ 新たな住人の正体は!? 涙の最終回  | 12.3%  |
| 平均視聴率 11.0%（視聴率はビデオリサーチ調べ、関東地区・世帯・リアルタイム） |         |                                                          |                                                                         |        |

- 第1話・最終話は21時 - 22時9分の15分拡大放送。

## その他
- 本作と同じテレビ朝日系列のアニメ「クレヨンしんちゃん」とコラボし、2021年2月13日放送のひろしがしんのすけと一緒に真空の診療所を訪問するエピソード「にじいろカルテだゾ」で真空の声を高畑充希がドラマの白衣の衣装でアフレコしている[19]。
- 番組スポンサーの提供クレジットを、週替りで出演者が読み上げている[20][注 20]

## 配信コミック版
2021年1月22日午前0時よりドラマのコミック版が電子書籍サイト「Renta!」に登場し、毎週本編放送と連動して更新された。
コミック版配信に伴って、井浦演じる浅黄朔が劇中の役柄そのままに出演する番組連動CMが制作され、ドラマ本編の初回から最終回の放送時間内と、TVerをはじめとする見逃し配信内で放送・配信された。

### スタッフ（配信コミック版）
- 作画 - 木村琴々
- 漫画構成 - 国井桂

## スピンオフドラマ
『にじいろカルテ 大乱闘バレンタイン編』（にじいろカルテ だいらんとうバレンタインへん）のタイトルで、2021年2月11日の本編第4話の放送終了後からTELASAで配信。前後編の全2話。
井浦新が演じる外科医・浅黄と北村匠海が演じる看護師・蒼山を主人公に、バレンタインデーに起こる虹ノ村の村民たちとのドタバタ劇を描く。

### キャスト（スピンオフドラマ）
- 蒼山太陽 - 北村匠海
- 浅黄朔 - 井浦新
- 紅野真空 - 高畑充希
- 橙田雪乃 - 安達祐実
- 橙田晴信 - 眞島秀和
- 霧ケ谷桂 - 光石研
- 霧ケ谷氷月 - 西田尚美
- 緑川嵐 - 水野美紀

### スタッフ（スピンオフドラマ）
- 原案 - 岡田惠和[23]
- 脚本 - 本田隆朗[23]
- 演出 - 飛田一樹[23]

### 配信日程
| 各話  | 配信日  | サブタイトル |
| ----- | ------- | ------------ |
| 第1話 | 2月11日 | 前編         |
| 第2話 | 2月18日 | 後編         |